# Marstall (Meiningen)

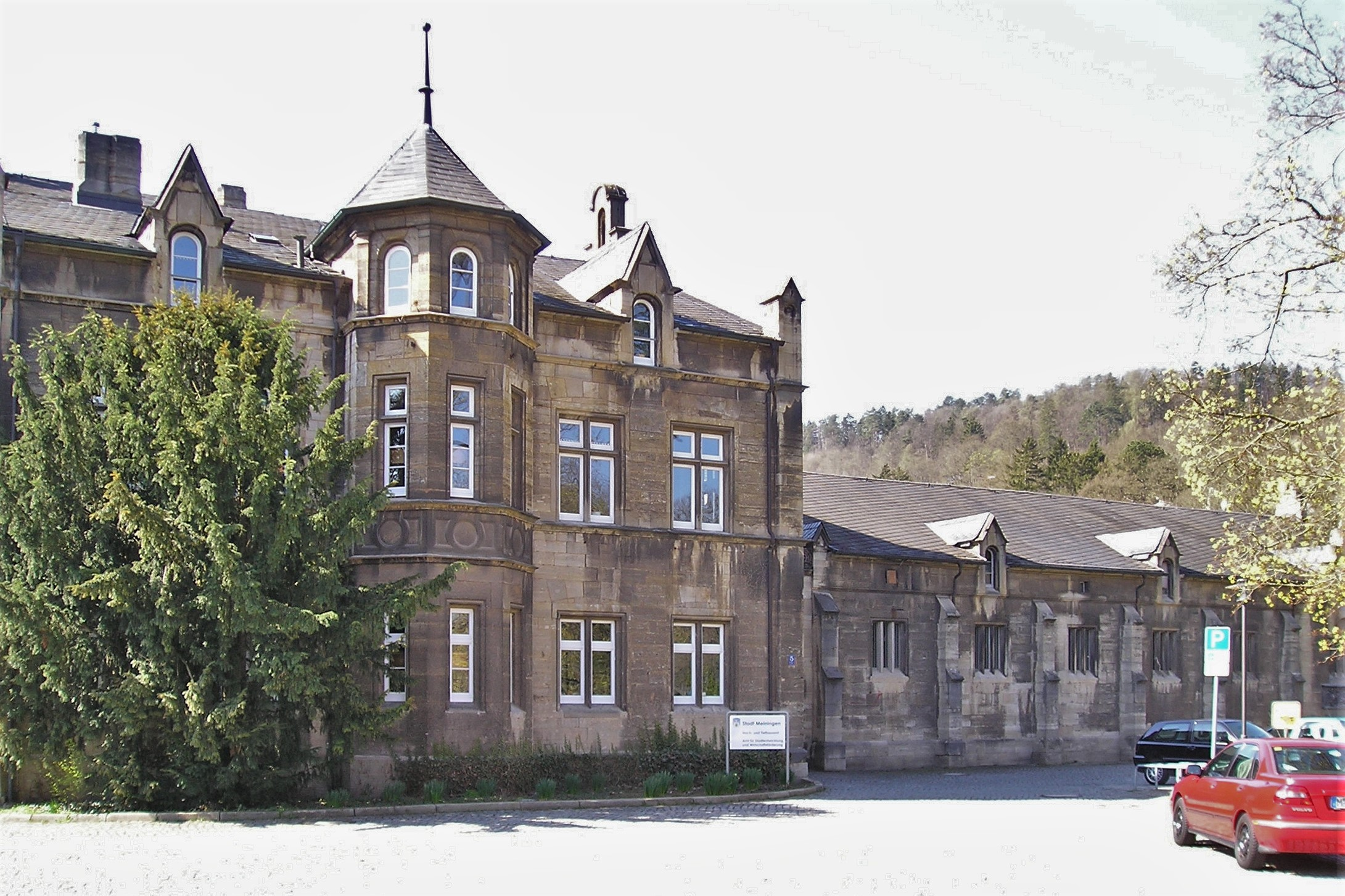
Hauptgebäude

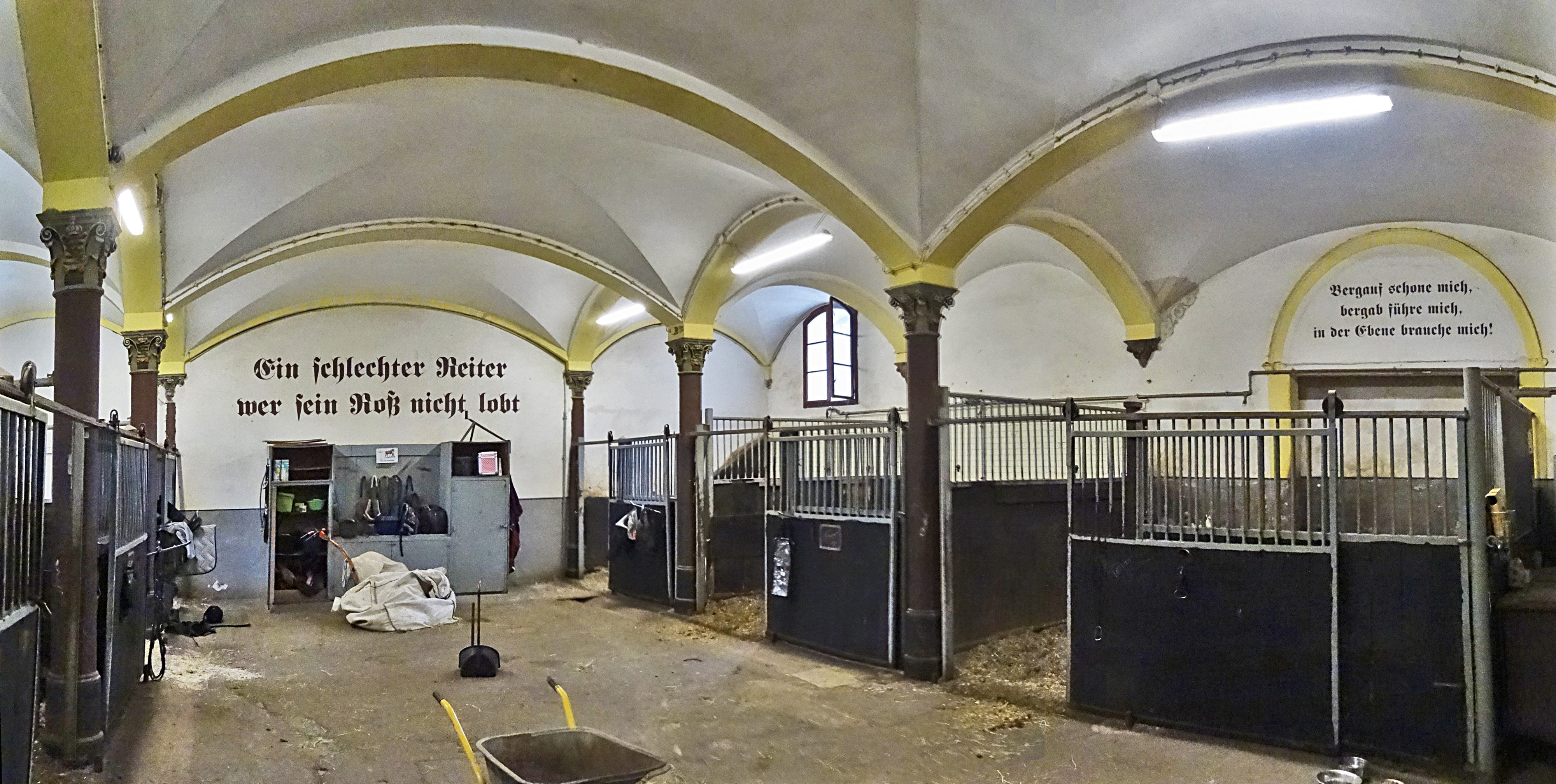
Historische Pferdeställe

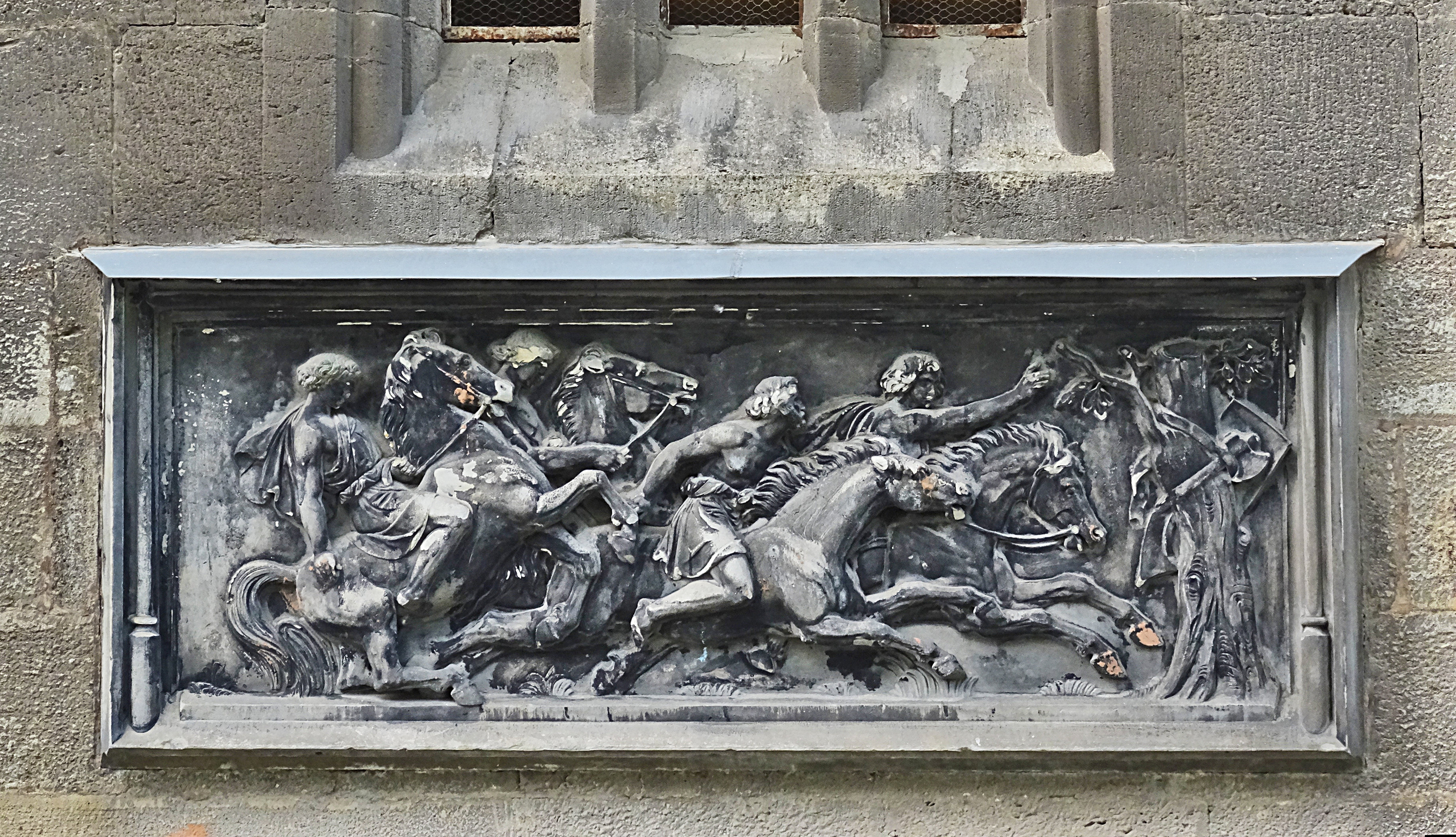
Steinernes Relief

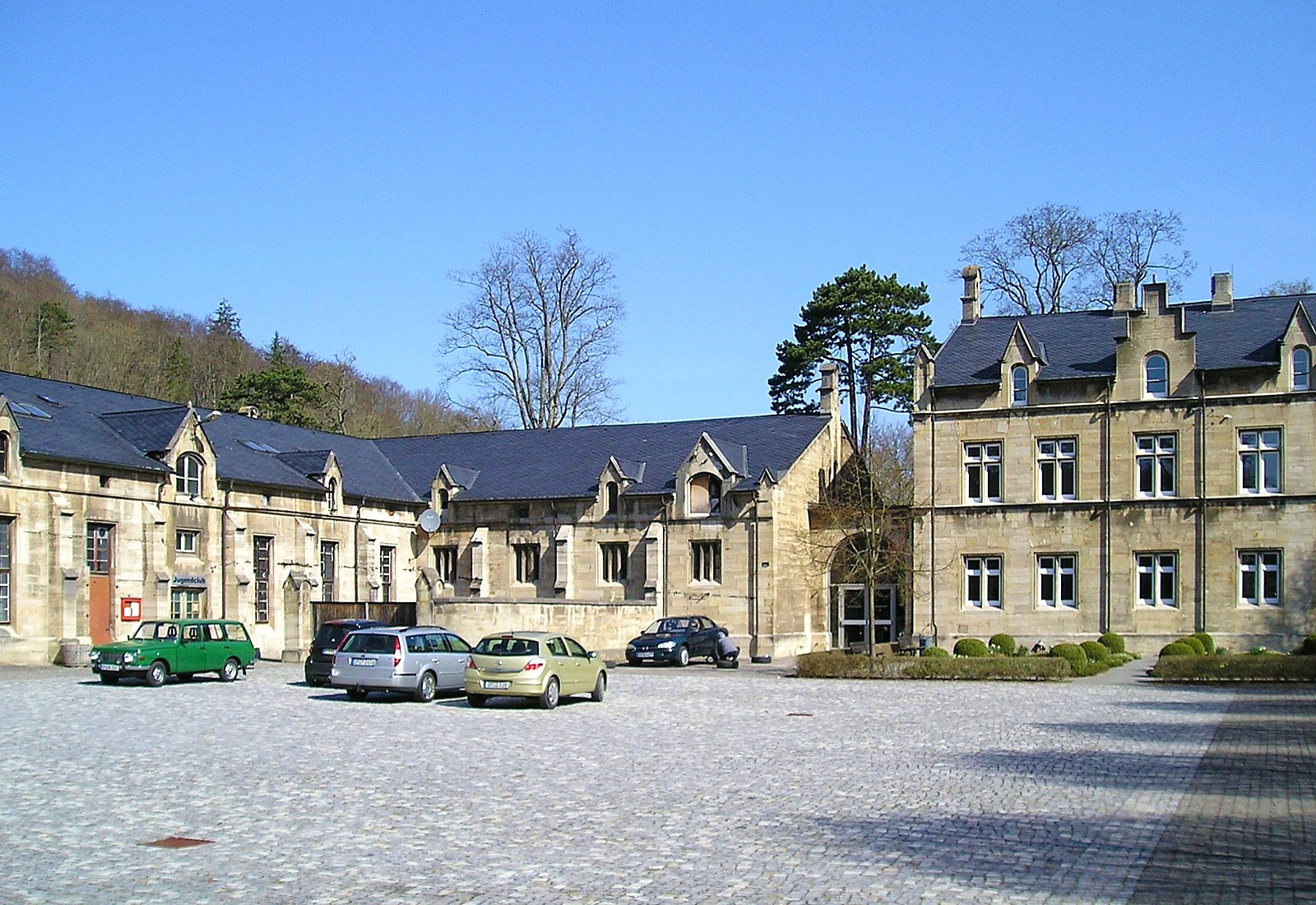
Innenhof mit Ställen (links) und Wohnhaus

Der Herzogliche Marstall in der ehemaligen Residenzstadt Meiningen ist ein Gebäudekomplex im Stil der Neorenaissance und steht unter Denkmalschutz.
Der Marstall wurde von 1854 bis 1858 von den Architekten August Wilhelm Döbner (1805–1871) und Friedrich August Stüler (1800–1865) für das Herzoghaus Sachsen-Meiningen in südlicher Nachbarschaft zum Residenzschloss Elisabethenburg am Rand des Schlossparks errichtet. Er war eine Neuplanung, nachdem man den bereits um 1800 begonnenen Bau eines Marstalls östlich des Schlosses unterbrochen hatte. Dort blieb bis in die Gegenwart lediglich die Reithalle erhalten, die bis 1978 auch als solche genutzt wurde. Seit 1999 beherbergt sie das Theatermuseum Meiningen.

## Bauwerk
Der rechteckige, 85 mal 50 m große Marstallkomplex besteht aus zwei in rechtwinkliger Form erbauten Gebäudeensembles, deren vier Flügel die Nord-, West- und Südseite des Komplexes bilden. Der so entstandene Innenhof wird im Osten mit einer Mauer begrenzt, in der an der Südostecke ein Tor eingelassen ist. Zwischen den jeweiligen Westflügeln der beiden Gebäudeensembles befindet sich in Richtung Schlosspark eine breite Zufahrt. Die östliche Hälfte des Nordflügels wird von einem zweigeschossigen Wohnhaus für die ehemals Bediensteten eingenommen. Die restlichen Bauten sind eingeschossig mit Kniestock. An der Nordseite ist ein steinernes Relief „Reiterszene“ des Hofbildhauers Ferdinand Müller angebracht.
Bis 1918 hatte der Marstall folgende Aufteilung: Die westliche Hälfte des Nordflügels und der anschließende Westflügel nahmen die Pferdeställe auf. Im Erdgeschoss des Wohnhauses befand sich die Geschirrkammer. Das Wohnhaus und die Ställe waren mit einer offenen Halle verbunden, die eine Verbindung vom Schloss in den Innenhof gewährte. Das südliche Gebäudeensemble beherbergte in seinen beiden Flügeln das Kutschenhaus und die Schmiede. Bis 1994 befanden sich im Marstall kommunale Baubetriebe. Der Komplex wurde 1996–1998 saniert.

## Nutzung
Heute erfährt der Meininger Marstall verschiedene Nutzungen. Die Pferdeställe werden noch teilweise als solche genutzt und sind die Heimstatt des Reitvereins „Marstall“. Ein östlicher Teil der Ställe wurde abgetrennt und in den Ratssaal des Meininger Stadtparlaments umgewandelt, den man von der heute verglasten Halle erreichen kann. Im südlichen Teil wurde ein Jugendclub etabliert. In das Wohnhaus zogen einige Ämter der Stadtverwaltung ein. Im südlichen Gebäudeensemble befinden sich Lager und eine Ausstellungshalle. Der Innenhof dient als Parkplatz für das Rathaus und wird im Sommerhalbjahr für verschiedene Open-Air-Veranstaltungen genutzt.